# Alan Cervantes
Alan Jhosué Cervantes Martín del Campo (ur. 8 kwietnia 1998 w Guadalajarze) – meksykański piłkarz występujący na pozycji defensywnego pomocnika, reprezentant Meksyku, od 2024 roku zawodnik Amériki.